# 福岡県道・大分県道106号朝田日田線
福岡県道・大分県道106号朝田日田線（ふくおかけんどう・おおいたけんどう106ごう あさだひたせん）は、福岡県うきは市から大分県日田市に至る一般県道である。

## 概要
福岡県うきは市浮羽町朝田から大分県日田市大字石井に至る。
大分県日田市前津江町柚木 - 小山に未開通区間がある。

### 路線データ
- 起点：福岡県うきは市浮羽町朝田（浮庁庁舎前交差点、国道210号交点）
- 終点：大分県日田市大字石井（石井交差点、国道210号交点）

## 歴史
- 2024年（令和6年）10月10日 - 分田橋の新橋（福岡県うきは市浮羽町新川）が開通する[1]。

## 路線状況

### 道路施設

#### 橋梁
- 福岡県
  - 分田橋（新川、うきは市） - 2024年（令和6年）新橋完成[1]。
- 大分県
  - 石井橋（串川、日田市）

## 地理

### 通過する自治体
- 福岡県
  - うきは市
- 大分県
  - 日田市

### 交差する道路
| 交差する道路                          | 都道府県名 | 市町村名 | 交差する場所 | 交差する場所            |
| ------------------------------------- | ---------- | -------- | ------------ | ----------------------- |
| 国道210号 福岡県道52号八女香春線 重複 | 福岡県     | うきは市 | 浮羽町朝田   | 浮羽庁舎前交差点 / 起点 |
| 大分県道698号西大山大野日田線         | 大分県     | 日田市   | 前津江町柚木 |                         |
| 国道210号                             | 大分県     | 日田市   | 大字石井     | 石井交差点 / 終点       |

### 沿線
- 日田市立柚木小学校
- 日田市立石井小学校